# Wu Tu Nan
Wu Tunan (1884 - 1989) era um importante mestre de Tai Chi Chuã que notabilizou-se por criar e difundir um estilo próprio dessa arte marcial.